# Orson Scott Card
Orson Scott Card (ur. 24 sierpnia 1951 w Richland) – amerykański pisarz science fiction i fantasy.

## Życie prywatne
Orson Scott Card urodził się w 1951 w Richland. Imię Orson dostał po swoim dziadku, Orsonie Rega Cardzie, który był synem Charlesa Ora Carda, założyciela mormońskiej kolonii Cardston w Kanadzie. Card jest członkiem Kościoła Jezusa Chrystusa Świętych w Dniach Ostatnich.
Card parokrotnie przeprowadzał się (m.in. do Kalifornii, Arizony, i Utah), krótko przed napisaniem matury wyruszył na dwa lata do Brazylii. Służył tam w misji w pobliżu São Paulo, tam też nauczył się płynnie mówić po portugalsku.
Po powrocie do USA Card poznał Kristine Allen, której ojcem był profesor wykładający na Uniwersytecie imienia Brighama Younga, będący również członkiem wspólnoty mormońskiej. Po trzyletniej znajomości Orson i Kristine pobrali się w maju 1977. Mieli razem piątkę dzieci: Michael Geoffrey (który podobnie jak ojciec został pisarzem), Emily Janice, Charlie Ben, Zina Margaret, oraz Erin Louisa. Ich imiona pochodzą od imion pisarzy: Geoffrey Chaucer, Emily Brontë i Emily Dickinson, Charles Dickens, Margaret Mitchell, oraz Louisa May Alcott. Ich trzecie dziecko, syn Charles Benjamin, cierpiał na mózgowe porażenie dziecięce i zmarł krótko po swoich 17. urodzinach, 16 sierpnia 2000 roku. Piąte dziecko, Erin Louisa, zmarło tuż po urodzeniu.
Aktualnie Card mieszka w Greensboro, w Karolinie Północnej.
W 2005 roku Card przyjął posadę wykładowcy na Uniwersytecie Południowej Wirginii. W styczniu 2011 roku uległ niegroźnemu wylewowi.

## Twórczość

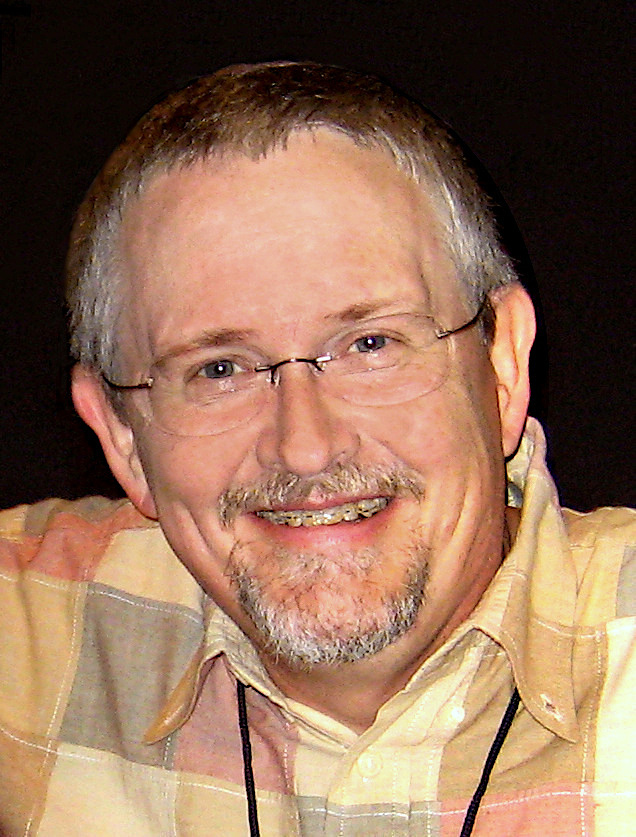
Orson Scott Card w 2007 roku

Popularność zyskał dzięki powieści Gra Endera, za którą w roku 1986 zdobył prestiżową nagrodę literacką – Hugo, oraz nagrodę w dziedzinie literatury fantastycznej – Nebulę. Rok później powtórzył te dwa osiągnięcia dzięki kontynuacji wątku w Mówcy umarłych.
Orson Scott Card jest autorem ponad 53 powieści, 68 opowiadań, 17 dramatów, wielu audycji, słuchowisk, sztuk teatralnych i esejów. Jego książki zostały przetłumaczone na 16 języków, w tym polski.
W 1995 została wydana przez LucasArts gra komputerowa The Dig, której jednym ze współautorów scenariusza jest Card. W roku 2005 została wydana gra komputerowa Advent Rising, do której również napisał scenariusz.

## Książki

### Pierwsza wojna z Formidami (prequel Sagi Endera i Sagi Cienia)
- W przededniu (Earth Unaware, 2012), razem z Aaronem Johnstonem
- Pożoga (Earth Afire, 2013), razem z Aaronem Johnstonem
- Przesilenie (Earth Awakens, 2014), razem z Aaronem Johnstonem

### Druga wojna z Formidami
- Przygotowania (The Swarm, 2016), razem z Aaronem Johnstonem
- The Hive (2019), razem z Aaronem Johnstonem
- The Queens (w przygotowaniu), razem z Aaronem Johnstonem

### Saga Endera
- Gra Endera (Ender’s Game, 1985)
- Mówca umarłych (Speaker for the Dead, 1986)
- Ksenocyd (Xenocide, 1991)
- Dzieci umysłu (Children of the Mind, 1996)
- Pierwsze spotkania w świecie Endera (First Meetings, 2003) – zbiór krótkich opowiadań
- A War of Gifts: An Ender Story (2007)
- Ender na wygnaniu (Ender in Exile, 2008)

### Saga Cienia
- Cień Endera (Ender’s Shadow, 1999)
- Cień Hegemona (Shadow of the Hegemon, 2001)
- Teatr cieni (Shadow Puppets, 2002)
- Cień olbrzyma (Shadow of the Giant, 2005)
- Ucieczka cienia (Shadows in Flight, 2012)
- The Last Shadow (2021)[3]

### Fleet School
- Children of the Fleet, 2017

### Opowieści o Alvinie Stwórcy
- Siódmy syn (Seventh Son, 1987)
- Czerwony prorok (Red Prophet, 1988)
- Uczeń Alvin (Prentice Alvin, 1989)
- Alvin czeladnik (Alvin Journeyman, 1995)
- Płomień serca (Heartfire, 1998)
- Szeroko uśmiechnięty mężczyzna (1998) – krótkie opowiadanie umieszczone w antologii Legendy
- Królowa Yazoo (2003) – krótkie opowiadanie umieszczone w antologii Legendy II
- Kryształowe miasto (The Crystal City, 2003)
- Master Alvin (zapowiedziana)

### Saga Powrót do domu
- Pamięć Ziemi (The Memory of Earth, 1992)
- Wezwanie Ziemi (The Call of Earth, 1993)
- Statki Ziemi (The Ships of Earth, 1994)
- Odrodzenie Ziemi (Earthfall, 1995)
- Dzieci Ziemi (Earthborn, 1995)

### Women of Genesis Series
- Sarah, 2000
- Rebekah, 2001
- Rachel and Leah, 2004
- The Wives of Israel (zapowiedziana)
- The Sons of Rachel (zapowiedziana)

### Maps in a Mirror (zbiór opowiadań)
- Kalejdoskop (1990)
- Mozaika (1990)
- Chaos (1990)
- Okrutne Cuda (1990)
- Lost Songs: The Hidden Stories (1990)

### Cykl Tropiciel
- Tropiciel (Pathfinder, 2010)
- Ruiny (Ruins, 2012)
- Goście (Visitors, 2014)

### Cykl Magowie Mitheru
- Zaginione wrota (The Lost Gate, 2011)
- Złodziej Wrót (The Gate Thief, 2013)
- Ojciec wrót (The Gatefather, 2015)

### Inne
- Mistrz pieśni (Songmaster, 1980)
- Hart's Hope, 1983
- Saints, 1984
- Glizdawce (Wyrms, 1987)
- Planeta Spisek (Treason/A Planet Called Treason, 1988)
- Zagubieni Chłopcy (Lost Boys, 1992)
- Lovelock (Lovelock, 1994) – współautorka Kathryn H. Kidd
- Badacze czasu: Odkupienie Krzysztofa Kolumba (Pastwatch: The Redemption of Christopher Columbus, 1996)
- Szkatułka (Treasure Box, 1996)
- Stone Tables, 1997
- Zadomowienie (Homebody, 1998)
- Oczarowanie (Enchantment, 1999)
- Arcydzieła (2001) (redaktor) – opowiadania
- Magic Street, 2005
- Invasive Procedures, 2007

## Nagrody
Twórczość Orsona Scotta Carda była wielokrotnie nagradzana. Był on m.in. nominowany piętnaście razy do nagrody Hugo oraz dziewięć razy do Nebuli.
Ważniejsze nagrody jakie zdobył w swojej pisarskiej karierze :
- 1978: Nagroda im. Johna W. Campbella za najlepszy debiut pisarski
- 1986: Nebula i Hugo za najlepszą powieść (Gra Endera)
- 1987: Nagroda World Fantasy za najlepsze opowiadanie (Hatrack River)
- 1987: Nebula, Hugo i Locus za najlepszą powieść (Mówca umarłych)
- 1988: Hugo za najlepszą nowelę (Eye for Eye)
- 1988: Nagroda Mythopoeic i Locus (fantasy) za najlepszą powieść (Siódmy syn)
- 1991: Hugo za najlepszą książkę non-fiction How to Write Science Fiction and Fantasy
- 1996: Nagroda Locusa za najlepszą powieść (Alvin czeladnik)